# Stephen Craig Paddock
Stephen Craig Paddock (Clinton, Iowa; 9 de abril de 1953-Las Vegas, 1 de octubre de 2017) fue un asesino en masa estadounidense, autor del tiroteo de Las Vegas de 2017. Vivía junto a su novia Marilou Danley en el conjunto residencial Babbling Brook Court, en Mesquite (Nevada).

## Trabajo
Entre 1985 y 1988 trabajó para la empresa predecesora de Lockheed Martin, una empresa de contratación espacial.
Poseía una licencia de piloto y dos avionetas, además de licencia de caza en Alaska. Era un contable retirado rico quien, tras dejar su empleo a los 34 años, se dedicó a hacer apuestas de grandes sumas de dinero en los casinos e invertir en inmobiliarias.

## Tiroteo en Las Vegas
A la edad de 64 años, asesinó a al menos cincuenta y ocho personas y dejó en estado grave a más de quinientas. El 1 de octubre de 2017 a las 10:06 p. m., hora local, Paddock disparó con lo que analistas describen como una ametralladora ligera alimentada por cinta de munición desde su habitación del hotel Mandalay Bay en el piso 32 contra la multitud que presenciaba un festival de música country durante la actuación de cierre de Jason Aldean.
Tras el tiroteo masivo, las autoridades encontraron a Paddock muerto en su habitación, y las fuerzas de seguridad afirmaron que se trataba de un suicidio. Además encontraron numerosas armas de fuego en su vivienda de Mesquite, que según el comando SWAT formaban un arsenal de veintitrés armas de fuego.
El hermano de Stephen, Eric Paddock, dijo en Las Vegas Review Journal que no lograba entender por qué su hermano cometió tal atrocidad. Además, afirma que no era un fanático de ninguna religión o fuerza política. Eric Paddock también declara en la entrevista que Stephen era un inversionista multimillonario que iba a apostar grandes sumas a los casinos, y que su padre Benjamin había sido un ladrón de bancos buscado que se escapó de prisión en 1969 y que en las órdenes de búsqueda se le describía como a un psicópata.

## Eventual relación con Estado Islámico
Según el FBI, Paddock no tuvo ninguna relación con organizaciones extremistas. Sin embargo, el grupo Estado Islámico se atribuyó a sí mismo el atentado sin ofrecer pruebas, en un comunicado que dice: "El atacante de Las Vegas se convirtió al islam hace unos meses". Momentos después también afirmaron que el atacante se llamaba “Abu Abdul-Barr al-Amriki”, aunque las autoridades de Estados Unidos siguen considerando que hizo el ataque en solitario.